# Gaston Alancourt
Gaston Alancourt (10 de fevereiro de 1888 — 4 de novembro de 1964) foi um ciclista francês que representou França em três provas de ciclismo de estrada e pista nos Jogos Olímpicos de Verão de 1912 e 1920.